# Idolo
Idolo ist ein Ort im Nordwesten des Festlandteils von Äquatorialguinea. Er gehört administrativ zur Provinz Litoral.

## Geographie
Der Ort liegt an der Punta Tica, einem Kap der Atlantik-Küste, im nordwestlichen Zipfel im Festlandteil von Äquatorialguinea, auf der Landzunge, die der Río Campo bildet. Die nächstgelegenen Siedlungen sind Tica im Norden und im Süden Ebuma.

## Klima
Nach dem Köppen-Geiger-System zeichnet sich Idolo durch ein tropisches Klima mit der Kurzbezeichnung Am aus.